# 마인드마크
마인드마크는 대한민국의 영상 제작사, 영화 배급사이다. 2020년 4월 신세계그룹의 계열사로 설립되었다.

## 역사
2020년 4월 신세계그룹의 계열사로 설립되었다. 2020년 7월 드라마 제작사 실크우드와 9월 인간수업의 제작사인 스튜디오 329를 인수했으나. 2023년 2023년 4월 실크우드를 매각했다. 2022년《니 부모 얼굴이 보고 싶다》를 영화 배급을 시작했으며, 《데시벨》, 《달짝지근해: 7510》, 《30일》,《용감한 시민》,《빅토리》,《보통의 가족》을 배급했으며, 2024년 첫 외화 배급작으로 《시빌 워: 분열의 시대》를 배급했다.

## 필모그래피
| 연도 | 제목                     | 감독          | 관객 수   |
| ---- | ------------------------ | ------------- | --------- |
| 2022 | 니 부모 얼굴이 보고 싶다 | 김지훈        | 416,523   |
| 2022 | 데시벨                   | 황인호        | 901,426   |
| 2023 | 달짝지근해: 7510         | 이한          | 1,388,309 |
| 2023 | 30일                     | 남대중        | 2,165,358 |
| 2023 | 용감한 시민              | 박진표        | 266,816   |
| 2024 | 빅토리                   | 박범수        | 508,467   |
| 2023 | 보통의 가족              | 허진호        | 650,336   |
| 2024 | 시빌 워: 분열의 시대     | 알렉스 가랜드 | 22,767    |